# Estnische Bibliothek für Blinde
Die Estnische Bibliothek für Blinde oder Estnische Blindenbibliothek (estnisch Eesti Pimedate Raamatukogu) ist eine Abteilung der Estonian Repository Library (Eesti Hoiuraamatukogu, Abk. EHR), die sich im Tallinner Stadtteil Lasnamäe, Stadtbezirk Sõjamäe, Suur-Sõjamäe tänav 44a, befindet.
⊙

## Geschichte
In Tallinn wurde im Jahr 1947 eine Blindenbibliothek eingerichtet, in der neben gewöhnlichen Büchern auch Braille-Bücher und Hörbücher angeschafft wurden. Die Estnische Blindenbibliothek wurde im Jahr 2004 als Zweigstelle der EHR gegründet und 2010 wurde die Blindenbibliothek in eine Abteilung der EHR umgewandelt. Ab dem 1. Januar 2023 übernimmt die Estnische Nationalbibliothek alle Dienste der Estnischen Speicherbibliothek, einschließlich der Dienste der Blindenbibliothek. Ab dem 1. Januar 2023 übernahm die Estnische Nationalbibliothek alle Dienste der EHR, einschließlich der Dienste der Blindenbibliothek.